# Homöopathische Materia medica
Die homöopathische Materia medica bezeichnet einerseits die homöopathische Lehre von den Arzneimitteln insgesamt, andererseits auch einzelne Werke auf diesem Gebiet. Zum historischen Gebrauch des Ausdrucks in der Medizin siehe den Artikel Materia medica.
Eine homöopathische Materia medica als Einzelwerk ist eine Sammlung von Symptomen oder auch so genannten „Bildern“ homöopathischer Arzneimittel. Sie gibt jeweils die Symptome und Krankheitsbilder an, die mit einem homöopathischen Arzneimittel verbunden werden, das heißt bei homöopathischen Arzneiprüfungen aufgetreten sind, in Vergiftungsfällen beobachtet wurden oder homöopathischen Kasuistiken zufolge durch Anwendung des entsprechenden Mittels beseitigt wurden. Arzneimittellehren werden in der Homöopathie häufig dazu benutzt, eine Arzneiwahl zu überprüfen, die auf dem Wege der Repertorisation getroffen worden war. Alle Materiae medicae haben eine ähnliche Struktur:
- Die enthaltenen homöopathischen Mittel werden alphabetisch aufgelistet, genauso wie bei jedem anderen lexikalisch gegliederten Nachschlagewerk auch.

- Die Einteilung innerhalb einer Mittelbeschreibung folgt dem so genannten Kopf-zu-Fuß-Schema:  Zuerst werden „Allgemeinsymptome“ beschrieben, es folgen psychische, dann organische Symptome vom Kopf über den Hals abwärts bis zu den Füßen; abschließende Angaben beziehen sich auf den Vergleich und die Wechselbeziehung mit und zu anderen Mitteln. So genannte Modalitäten (das heißt Umstände, unter denen Symptome eintreten, verschwinden, besser oder schlechter werden) werden entweder bei den einzelnen Symptomen aufgeführt oder am Ende gesammelt dargestellt. Häufig werden zu Beginn zusammenfassend die so genannten Leitsymptome des Mittels aufgeführt.

## Typen homöopathischer Arzneimittellehren

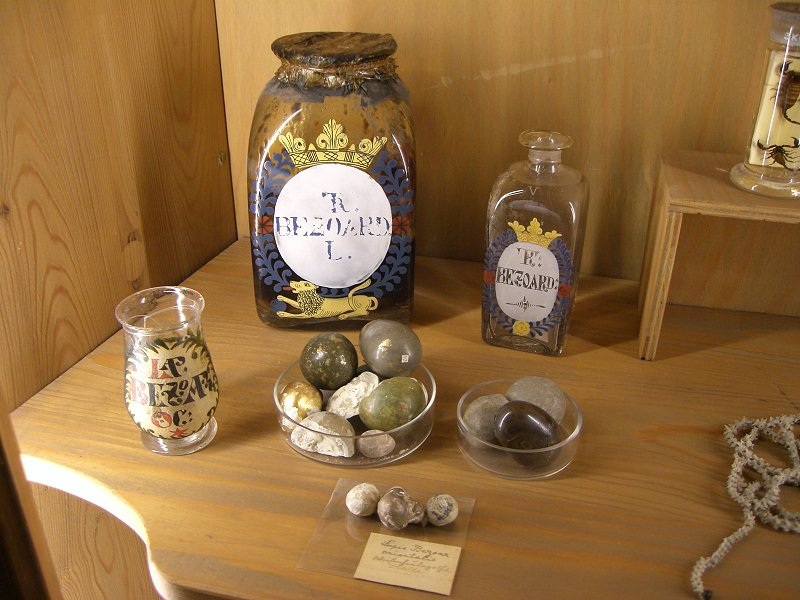
Bezoarsteine in einer Ausstellungsvitrine des Deutschen Apothekenmuseums im Heidelberger Schloss

Es gibt unterschiedliche Typen homöopathischer Arzneimittellehren. Der ursprüngliche Typ, dessen erster Vertreter Hahnemanns sechsbändige Reine Arzneimittellehre ist, listet ausschließlich Symptome aus homöopathischen Arzneiprüfungen und Vergiftungsbeobachtungen auf, gelegentlich mit Angaben über die Dosis und den Zeitpunkt des Auftretens. Weitere Vertreter dieses Typs sind die zehnbändige Encyclopedia of Pure Materia Medica von Timothy Field Allen und die vierbändige Cyclopedia of Drug Pathogenesy von Hughes/Dake. In diesen Fällen sind meist ausführliche Quellenangaben beigefügt.
Ein weiterer Typ ergänzt diese Symptomenlisten durch Beobachtungen, die aus dem homöopathischen Einsatz der Mittel stammen (sog. geheilte Symptome), und Hinweise zur Anwendung. Bereits die Chronischen Krankheiten von Hahnemann lassen sich diesem Typ zuordnen, der einflussreichste Vertreter ist jedoch Constantin Hering mit den zehnbändigen Guiding Symptoms of Our Materia Medica. Auch John Henry Clarkes Dictionary of Practical Materia Medica hat große Verbreitung gefunden. Alle Grundlagenwerke dieser Typen der Materia medica sind bereits im 19. Jahrhundert bzw. zu Beginn des 20. Jahrhunderts  erschienen, werden heute jedoch weiterhin angewandt.
Ferner gibt es den Typ des „bedside prescriber“, das heißt relativ kompakte Sammlungen von Symptomen und Anwendungstipps, die für den unmittelbaren Gebrauch in der Praxis gedacht sind und auf Quellenangaben gewöhnlich verzichten. Der am weitesten verbreitete Vertreter dieses Typs ist William Boericke mit seinem Pocket Manual of Homeopathic Materia Medica, aber auch die Arzneimittellehren von Henry Clay Allen, Nash, Boger und Phatak sind ihm zuzurechnen.
Schließlich hat James Tyler Kent Ende des 19. Jahrhunderts mit seinen Lectures on Homeopathic Materia Medica die Tradition der „homöopathischen Arzneibilder“ begründet. Hier werden die Mittel in einem zusammenhängenden Text vorgestellt. Es wird ein plastisches Bild des Patienten- und Krankheitstyps angestrebt, bei dem Wirkungen der Arznei zu erwarten sind. Diese sehr einflussreiche Variante der Arzneimittellehre hat die Redeweise begünstigt, ein konkreter Patient entspreche einem bestimmten Mittel oder „sei“ dieses Mittel; sie ist heute in der Homöopathie weit verbreitet, aber auch heftig umstritten, da hier nicht nur Symptome mit Krankheitswert, sondern auch Persönlichkeitsmerkmale angeführt werden. Weitere Vertreter sind etwa Margaret Tylers Homeopathic Drug Pictures oder in neuester Zeit Catherine Coulters Portraits of Homeopathic Medicines und die Materia Medica viva von Georgos Vithoulkas.

## Kritik
Alle homöopathischen Arzneimittellehren bauen auf dem Ähnlichkeitsprinzip auf (vgl. Homöopathie): Die Symptome, die ein Mittel an Gesunden hervorrufen könne, seien zugleich Indikationen für die Anwendung an Kranken. Dieses Axiom gilt in der Medizin heute als unzutreffend. Allenfalls in Einzelfällen und bei oberflächlicher Betrachtung lasse sich eine solche Ähnlichkeitsbeziehung herstellen.
Die Quellen der Materia medica, insbesondere die homöopathischen Arzneiprüfungen, sind ebenfalls Gegenstand anhaltender Kritik. Sie stammen häufig aus dem 19. Jahrhundert und sind nicht mit den Methoden der modernen Pharmakologie erarbeitet worden. Vor allem ob tatsächlich ein Zusammenhang zwischen dem jeweils eingenommenen Mittel und den danach beobachteten Symptomen besteht, ist häufig unüberprüfbar. Eine Quellenkritik findet meist nicht statt, Überprüfungen werden von vielen Homöopathen abgelehnt. Wo solche Überprüfungen vorgenommen wurden, gehen deren Resultate meist nicht in die Praxis ein. Ähnliches gilt für die Beobachtungen an sog. „geheilten Fällen“, die meist unzureichend dokumentiert sind und eher als Anekdote gelten müssen.
Schließlich gibt es auch innerhalb der Homöopathie seit langem Auseinandersetzungen um die Auswertung von Prüfungssymptomen, die mit sog. „Hochpotenzen“ erzielt wurden, das heißt Präparaten, die keine nachweisbare Menge des Arzneigrundstoffs mehr enthalten. Vertreter der sog. „naturwissenschaftlich-kritischen“ Richtung der Homöopathie, etwa Richard Hughes, der oben erwähnte Verfasser der Cyclopedia, hielten derartige Symptome für nicht verwertbar, während die „klassischen“ Homöopathen ihnen sogar besonderen Wert beimessen. Generell besteht in den verschiedenen homöopathischen Schulen Uneinigkeit bezüglich der Bewertung.

## Eine Liste einflussreicher homöopathischer Arzneimittellehren

### Standardlehren
Bedeutende homöopathische Arzneimittellehren / Materiae Medicae sind zum Beispiel:
- William Boericke: Handbuch der homöopathischen Materia medica, Haug, Heidelberg 1996. Quellenkritische Übersetzung und Bearbeitung von Boerickes Pocket Manual of Homeopathic Materia Media, 9. Auflage von 1927. Die 1. Auflage ist 1901 in San Francisco erschienen, danach zahlreiche überarbeitete, erweiterte und aktualisierte Neuauflagen.
- John Henry Clarke: Eine Enzyklopädie für den homöopathischen Praktiker, 10 Bände, Stefanovic, 1990 (das ausführlichste deutschsprachige Werk). Quellenkritisch überarbeitete Übersetzung von Clarkes A Dictionary of Practical Materia Medica, 3 Bände, London 1900–1902.
- Samuel Hahnemann: Reine Arzneimittellehre, 6 Bände. Nachdruck der 2. Auflage, Haug, Heidelberg 1995 (ursprünglich: 1822–1827).
- Constantin Hering: Kurzgefasste Arzneimittellehre, Narayana Verlag, Kandern 1. Auflage 2008 ISBN 978-3-939931-21-8 (ursprünglich: 1898 Übersetzung von Bruno Gisevius).
- Julius Mezger: Gesichtete Homöopathische Arzneimittellehre. 2 Bände, 12. Auflage, Haug, Stuttgart 2005 (1. Auflage 1949).

Wichtige Arzneimittellehren / Materiae Medicae, die nur auf Englisch erschienen sind:
- Timothy Field Allen: The Encyclopedia of Pure Materia Medica, 10 Bände, Nachdruck, New Delhi 1995 (ursprünglich: 1874–1879).
- Richard Hughes, Jabez P. Dake: A Cyclopedia of Drug Pathogenesy, 4 Bände, Nachdruck, New Delhi 1979 (ursprünglich: 1884–1891).
- Constantin Hering: The Guiding Symptoms of our Materia Medica, 10 Bände, Nachdruck, Jain Publishers, New Delhi, 1974 (ursprünglich: 1879–1891).
- F. Vermeulen: Synoptic Materia Medica. Merlijn Publishers, Haarlem, 1996.

### Weitere Literatur
- G. Charette: Homöopathische Arzneimittellehre für die Praxis. Hippokrates, 1991.
- R. Morrison: Handbuch der homöopathischen Leitsymptome und Bestätigungssymptome. Kai Kröger, 1997.
- S. R. Phatak: Homöopathische Arzneimittellehre. Elsevier, Urban & Fischer, 2006.
- Veronika Rampold: MINDMAT. Vollständige Materia Medica der ichnahen Symptome. Narayana, Kandern 1997–1998.
- K. Stauffer: Klinische Homöopathische Arzneimittellehre. Sonntag, 1998.
- M. L. Tyler: Homöopathische Arzneimittelbilder. Burgdorf, 1993.
- Georgos Vithoulkas: Materia Medica viva. Burgdorf, 1991. (unvollständig, endet bisher bei „E“)
- H. Voisin: Materia medica des homöopathischen Praktikers. Haug, 1991.